# Cheng Han
Cheng Han (成汉; Chénghàn) var en stat under tiden för De sexton kungadömena i Kina. Staten existerade år 304 till 347.
Staten grundades av folkgruppen Di.